# Ernst Gottlieb von Bengel
Ernst Gottlieb von Bengel, född den 3 november 1769 i Zavelstein, död den 23 mars 1826 i Tübingen, var en tysk teolog av den äldre Tübingenskolan. Han var son till Ernst von Bengel och sonson till Johann Albrecht Bengel.
Bengel utövade, som teologie professor i Tübingen, ett ganska stort inflytande som föreläsare. Bland hans skrifter må nämnas Reden über Religion und Christenthum (1831; ny upplaga 1839) och Opuscula academica (1834).